# Ronde van Italië 2022/Vijftiende etappe
De vijftiende etappe van de Ronde van Italië 2022 werd verreden op zondag 22 mei van Rivarolo Canavese naar Cogne. Het betrof een bergetappe over 177 kilometer waarin pas na zeventig kilometer een eerste kopgroep ontstaat met daarin renners als Thymen Arensman, Mathieu van der Poel, Bauke Mollema, Koen Bouwman, Giulio Ciccone, Hugh Carthy en Davide Formolo. Al snel wordt duidelijk dat het peloton geen interesse heeft in de etappezege.
Op de beklimmingen komt Bouwman als eerste boven en pakt voldoende punten om de bergtrui weer over te nemen van Diego Rosa. In de afdaling voegen Van der Poel en Martijn Tusveld zich bij Bouwman en pakken een minuut op de andere koplopers. Bouwman moet de andere Nederlanders laten gaan, terwijl zij op de tweede beklimming van de dag gezelschap krijgen van Ciccone, Pedrero en Buitrago. Gedurende de beklimming moeten de Nederlanders de klimmers laten gaan en weet Carthy de aansluiting te vinden net onder de top.
Op de slotbeklimming probeert Ciccone aan te vallen. Carthy en Buitrago weten de Italiaan eerst nog te volgen, maar moeten hem bij een volgende versnelling laten gaan. Ciccone is daarmee zeker van de etappezege. De favorieten van het klassement komen samen binnen op acht minuten van Ciccone.

## Uitslagen
| Rivarolo Canavese – Cogne (177,0 km) |                    |                                    |          |
| Plaats                               | Naam               | Ploeg                              | Tijd     |
| 1                                    | Giulio Ciccone     | Trek-Segafredo                     | 4u37'41" |
| 2                                    | Santiago Buitrago  | Bahrain Victorious                 | + 1'31"  |
| 3                                    | Antonio Pedrero    | Movistar Team                      | + 2'19"  |
| 4                                    | Hugh Carthy        | EF Education-EasyPost              | + 3'09"  |
| 5                                    | Martijn Tusveld    | Team DSM                           | + 4'36"  |
| 6                                    | Luca Covili        | Bardiani-CSF-Faizanè               | + 5'08"  |
| 7                                    | Natnael Tesfatsion | Drone Hopper-Androni Giocattoli    | + 5'27"  |
| 8                                    | Bauke Mollema      | Trek-Segafredo                     | z.t.     |
| 9                                    | Gijs Leemreize     | Team Jumbo-Visma                   | z.t.     |
| 10                                   | Guillaume Martin   | Cofidis                            | + 6'06"  |
|                                      |                    |                                    |          |
| 56                                   | Aimé De Gendt      | Intermarché-Wanty-Gobert Matériaux | + 26'45" |

| Algemeen klassement |                    |                                    |           |
| Plaats              | Naam               | Ploeg                              | Tijd      |
| Roze trui           | Richard Carapaz    | INEOS Grenadiers                   | 63u06'57" |
| 2                   | Jai Hindley        | BORA-hansgrohe                     | + 7"      |
| 3                   | João Almeida       | UAE Team Emirates                  | + 30"     |
| 4                   | Mikel Landa        | Bahrain Victorious                 | + 59"     |
| 5                   | Domenico Pozzovivo | Intermarché-Wanty-Gobert Matériaux | + 1'01"   |
| 6                   | Peio Bilbao        | Bahrain Victorious                 | + 1'52"   |
| 7                   | Emanuel Buchmann   | BORA-hansgrohe                     | + 1'58"   |
| 8                   | Vincenzo Nibali    | Astana Qazaqstan                   | + 2'58"   |
| 9                   | Juan Pedro López   | Trek-Segafredo                     | + 4'04"   |
| 10                  | Guillaume Martin   | Cofidis                            | + 8'02"   |
|                     |                    |                                    |           |
| 13                  | Wilco Kelderman    | BORA-hansgrohe                     | + 10'34"  |
| 34                  | Mauri Vansevenant  | Quick Step-Alpha Vinyl             | + 59'07"  |

## Opgaven
- Valerio Conti (Astana Qazaqstan): afgestapt tijdens de etappe vanwege een beenblessure

1e etappe ·
2e etappe ·
3e etappe ·
4e etappe ·
5e etappe ·
6e etappe ·
7e etappe ·
8e etappe ·
9e etappe ·
10e etappe ·
11e etappe ·
12e etappe ·
13e etappe ·
14e etappe ·
15e etappe ·
16e etappe ·
17e etappe ·
18e etappe ·
19e etappe ·
20e etappe ·
21e etappe
Startlijst · Eindstanden · Afbeeldingen